# Ufo (motorfiets)
Ufo is een Italiaans motorfietsmerk dat in 1974 in San Lazzaro di Savena (Bologna) begon met de productie van 49cc-racemotortjes.